# Seychelles en los Juegos Olímpicos de Atlanta 1996
Seychelles estuvo representada en los Juegos Olímpicos de Atlanta 1996 por nueve deportistas, ocho hombres y una mujer, que compitieron en cinco deportes.
El portador de la bandera en la ceremonia de apertura fue el boxeador Rival Cadeau. El equipo olímpico seychellense no obtuvo ninguna medalla en estos Juegos.